# Acarospora Peak
Acarospora Peak är en bergstopp i Antarktis. Den ligger i den centrala delen av kontinenten. Inget land gör anspråk på området. Toppen på Acarospora Peak är 1 733 meter över havet.
Terrängen runt Acarospora Peak är varierad. Trakten är obefolkad. Det finns inga samhällen i närheten.